# Nasiaeschna
Nasiaeschna is een geslacht van libellen (Odonata) uit de familie van de glazenmakers (Aeshnidae).

## Soorten
Nasiaeschna omvat 1 soort:
- Nasiaeschna pentacantha (Rambur, 1842)